# Stadtkirche (Hersbruck)

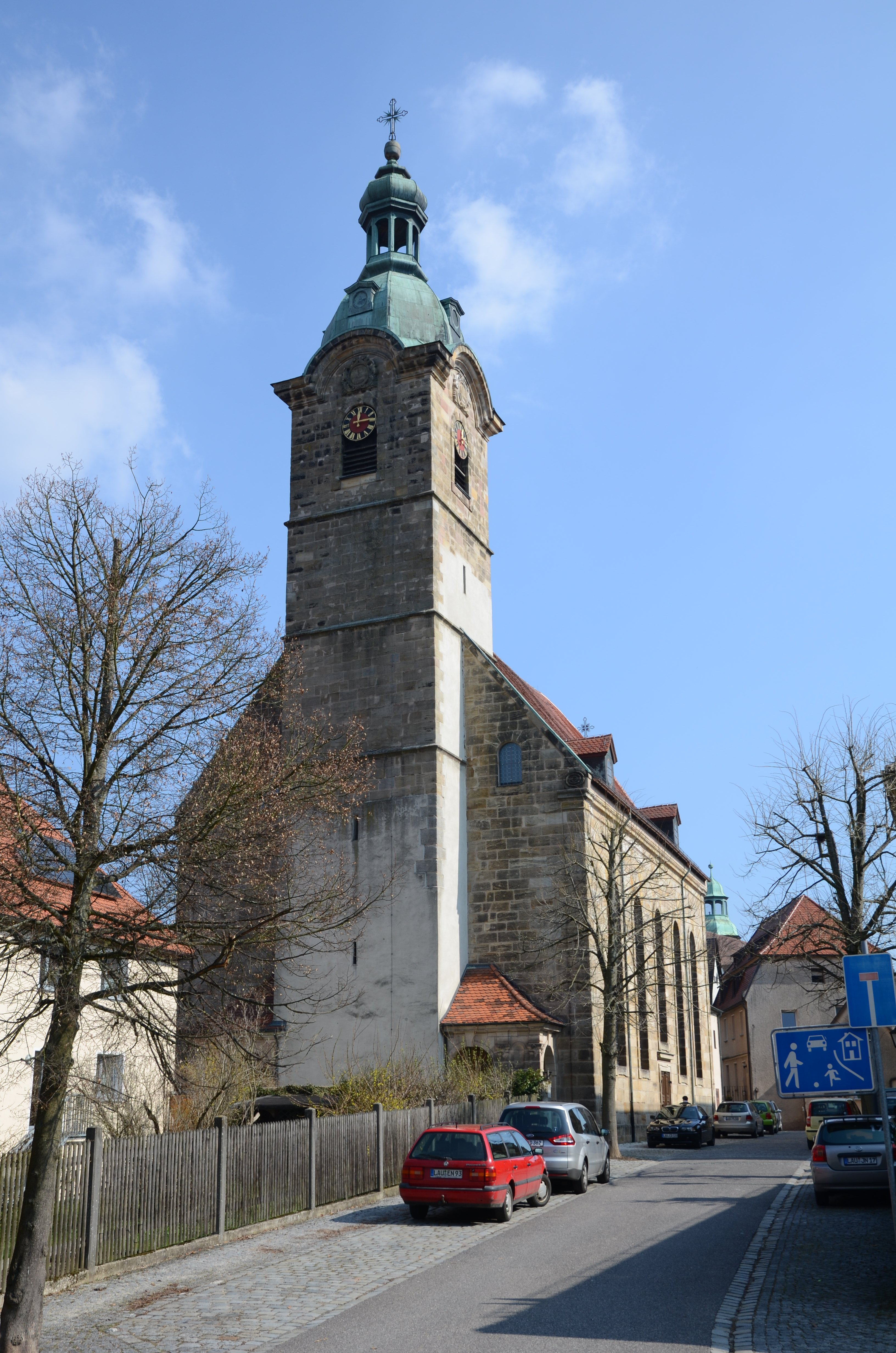
Stadtkirche (Hersbruck)

Die evangelische, denkmalgeschützte Pfarrkirche St. Maria steht in Hersbruck, einer Stadt im Landkreis Nürnberger Land (Mittelfranken, Bayern). Das Bauwerk ist unter der Denkmalnummer D-5-74-132-78 als Baudenkmal in der Bayerischen Denkmalliste eingetragen. Die Pfarrei gehört zum Dekanat Hersbruck im Kirchenkreis Nürnberg der Evangelisch-Lutherischen Kirche in Bayern.

## Beschreibung
Die unteren Geschosse des Kirchturms gehörten zum Chorturm des Vorgängerbaus. Sie stammen aus dem 14. Jahrhundert. An ihn wurden 1737/38 das Langhaus und der eingezogene Chor aus zwei Jochen mit 5/8-Schluss nach Osten angebaut, die mit einem gemeinsamen Satteldach mit Dachgauben bedeckt sind. 
Der Innenraum des Chors ist mit einem stuckierten Kreuzrippengewölbe überspannt und mit einer Patronatsloge versehen. Der Innenraum des Langhauses, der mit einem mit Stuck gerahmten Tonnengewölbe überspannt ist, hat doppelstöckige Emporen an drei Seiten. 
In den Jahren 1737/38 wurde der Kirchturm aufgestockt und mit einer barocken geschwungenen Haube mit Laterne bedeckt. Sein oberstes Geschoss beherbergt die Turmuhr und den Glockenstuhl, in dem vier Kirchenglocken hängen. Der um 1490 vom Meister des Hersbrucker Altars gefertigte Flügelaltar wurde 1738 durch einen barocken Altar verdrängt, 1961 wieder zurückgeholt und im Chor der Kirche aufgestellt. Über dem Chorbogen befinden sich drei hölzerne Statuen aus dem frühen 18. Jahrhundert.

## Orgel

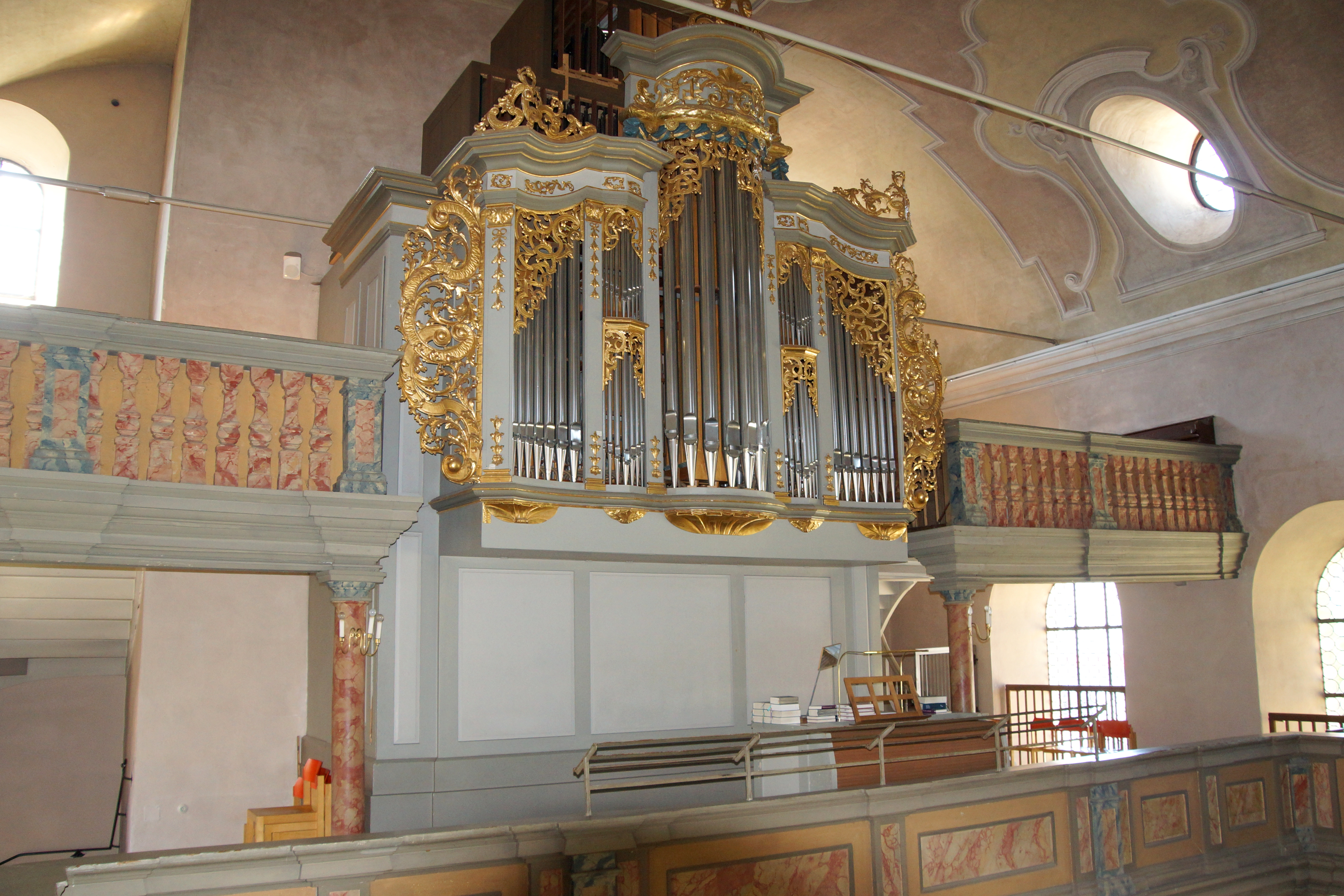
Empore mit Orgelprospekt

1783 baute Elias Hößler eine Orgel für die Kirche. Sie umfasste 17 Register, zwei Manuale und Pedal. Das Werk im historischen Gehäuse wurde 1882 durch G. F. Steinmeyer & Co. neu errichtet und 1975 durch die gleiche Erbauerfirma erneut ersetzt. Das Instrument wurde 2004 von H. Späth restauriert und um vier Register erweitert. Es verfügt heute über 32 Register auf zwei Manualen und Pedal.